# Prisión de Bergen
La Prisión de Bergen está situado en la comuna de Bergen en Hordaland, Noruega que está bajo la responsabilidad del Departamento de Atención criminal del oeste. La prisión fue inaugurada en 1990 y tiene una capacidad de 650 reclusos. Las mujeres y los hombres se mantienen juntos en la prisión de Bergen, y se han repetido las revelaciones sobre que reclusas se prostituyen a cambio de drogas.